# Stenellipsis latipennis
Stenellipsis latipennis är en skalbaggsart som beskrevs av Bates 1874. Stenellipsis latipennis ingår i släktet Stenellipsis och familjen långhorningar. Inga underarter finns listade i Catalogue of Life.